# کامننی ویزد (ناحیه چسکه بودیوویتسه)
کامننی ویزد (ناحیه چسکه بودیوویتسه) (به چکی: Kamenný Újezd) یک منطقهٔ مسکونی در جمهوری چک است که در شهرستان چسکه بودیوویتسه واقع شده‌است. کامننی ویزد ۲۸٫۹۶ کیلومتر مربع مساحت و ۲٬۱۴۸ نفر جمعیت دارد و ۴۹۳ متر بالاتر از سطح دریا واقع شده‌است.

## خواهرخوانده
شهر Krauchthal خواهرخواندهٔ کامننی ویزد (ناحیه چسکه بودیوویتسه) هست.